# Manisaspor
Manisaspor er en tyrkisk fodboldklub fra byen Manisa, som spiller i landets bedste liga, Süper Lig. Hjemmekampene bliver spillet på Manisa 19 Mayıs Stadion (19. maj stadion) med plads til godt 16.000 tilskuere.
Klubben blev oprindeligt etableret i 1931 under navnet Sakaryaspor. Under 2. verdenskrig indstillede klubben alle aktiviteter, men disse blev genoptaget i 1946. I 1964 fik klubben tilladelse til at etablere et professionelt hold under navnet Manisa Sakaryaspor, der kunne konkurrere i landets andenbedste række 1. Lig, der var blevet etableret året før. I den første sæson fik klubben kun 16 point og måtte forlade ligaen igen.
15. juni 1965 kl. 21.00 blev klubben reorganiseret under der nuværende navn, Manisaspor. I 2001 gav den tyrkiske koncern Zorlu Holding en økonomisk indsprøjtning til klubben, der samtidig skiftede navn til Vestel Manisaspor, efter elektronikselskabet Vestel der var ejet af Zorlu. Denne aftale udløb 29. august 2007, og klubben fik sit nuværende navn tilbage.
I 2005 rykkede Manisaspor for første gang op i landets bedste liga, Süper Lig.